# Batalha de Coracésio
A Batalha de Coracésio, também conhecida por Batalha de Korakesion, foi uma batalha naval travada em 67 a.C. entre os piratas da Cilícia e da Panfília e as forças da República Romana comandadas por Cneu Pompeu Magno (Pompeu, o Grande). O palco da batalha foi o Mediterrâneo oriental, ao largo de Coracésio (ou Korakesion, nome em grego da atual Alanya).
Plutarco descreve a batalha como a mais importante da guerra de Pompeu para acabar com a pirataria no Mediterrâneo depois de já terem sido travadas várias batalhas menores. Segundo ele, os piratas empregaram aproximadamente mil navios (quase certamente um exagero) contra os duzentos de Pompeu, mas foram vencidos no primeiro confronto. [a][carece de fontes?] Após retirarem para a costa, os piratas concentraram-se em Coracésio, onde foram cercados antes de se renderem após alguma resistência. A rendição incluiu a entrega aos romanos de todas as cidades, ilhas, fortificações e territórios dos piratas, bem como dos navios e arsenais.